# Majka obecná
Majka obecná (Meloe proscarabaeus) je druh jedovatého brouka z čeledi majkovitých.

## Areál rozšíření
Majka obecná se vyskytuje na většině území Evropy, na východě až ve střední Asii. Obývá otevřená písčitá stanoviště, louky, travnaté svahy a okraje polí nebo lesů. K vidění je od dubna do června.
I když je ve střední Evropě stále poměrně běžná, kvůli měnícím se životním podmínkám celková populace klesá, zejména s přeměnou luk.

## Popis
Majka obecná dorůstá délky 11 až 40 mm. Chitinový krunýř se tmavě modře leskne na celém těle, které je protáhlé a zavalité. Hlava a štít jsou jemně tečkované a v mezerách mezi tečkami se lesknou. Drobně zrnité krovky jsou výrazně zkrácené a na bázi se mírně překrývají, což je u brouků neobvyklé. Na koncích se rozevírají, takže je volně viditelná velká část těla. Nohy i tykadla jsou poměrně dlouhé a silně stavěné. Tykadla samců jsou uprostřed zřetelně ohnutá.
V nebezpečí vylučují z kolenních kloubů žlutý obranný sekret, který obsahuje toxin kantaridin. V dávce 30 mg může být pro člověka smrtelný, mnoha živočichům však jejich jed nepůsobí žádné problémy.

## Potrava
Dospělci se živí částmi rostlin. Larvy parazitují převážně v komůrkách samotářských včel.